# Toufarův mlýn
Vodní mlýn čp. 4 zvaný Toufarův mlýn je bývalý vodní mlýn v Domamyslicích, části města Prostějov. Byl poháněn shora vodou na Mlýnském potoku, který je pravým ramenem Hloučely. U mlýna se dochoval náhon a hospodářská zařízení. Poblíž stávala mohutná lípa s odhadovaným věkem 500 let, která byla v roce 2003 oceněna v anketě Strom roku. Byla vyvrácena při bouři v létě 2007.